# مستودكة هرمة
مستودكة هرمة (الاسم العلمي:Piophila senescens) هي نوع من الحشرات يتبع جنس المستودكة من الفصيلة المستودكية.